# Tarragona
Tarragona er en by ved Middelhavet i det sydlige Catalonien i Nordøstspanien, 60 km. sydvest for Barcelona med 141.151(2024) indbyggere.

## Fortidsminder
I romertiden hed byen Tarraco og var provinshovedstad i Hispania Tarraconensis. Mange rester af bygninger og anlæg fra den tid ses stadig, omend de har været flittigt anvendt som stenbrud af senere generationer. Det gælder bl.a. et amfiteater tæt på kysten, en akvædukt og et gravanlæg. Latinske og fønikiske sentenser ses på bygningsrester mange steder. Byen har UNESCO-status som World Heritage Site.

## Erhverv
Tarragona har en betydelig havn. Meget af områdets økonomiske aktiviteter er knyttet til kemisk industri. Der er højhastighedstog (AVE) til Madrid via Zaragoza og til Barcelona. Byens universitet, Universitat Rovira i Virgili, har 12.000 studerende. Nær byen er ferieområdet Salou og en af Europas største temaparker, Port Aventura.

## Kulturelle begivenheder
Tarragona International Dixieland Festival afholdes hvert år lige før påske. Første uge i juli er der i bugten Punta del Miracle fyrværkerikonkurrence mellem seks inviterede fyrværkere. I midten af september Santa Tecla Festival, en af de største traditionelle spanske festivaler.
Konkurrencen om at bygge det højeste mennesketårn afholdes ofte i Tarragona, hvor Castellers de Vilafranca har vundet flere gange, bl.a. i 2008.